# Уржумское
Уржумское — село в Майнском районе Ульяновской области. Входит в Тагайское сельское поселение.

## География
Располагается в 53 км от областного центра Ульяновска, на реке Сельдь.

## История
Село основано в 1649 году 50 пешими стрельцами из Уржума, как Уржумская Слобода, при строительстве Симбирской черты.
В 1780 году деревня Уржумская Слобода вошла в состав Тагайского уезда Симбирского наместничества.
В 1796 году — в Симбирском уезде Симбирской губернии.
В 1859 году Уржумская Слобода в составе 2-го стана.
В 1861 году — в Тетюшской волости.
В 1869 году открыта двухпрестольная, деревянная церковь во имя Воздвижения Честнаго Креста Господня, с приделом святого Николая Чудотворца.
В 1897 году открылась церковно-приходская школа.
В 1918 году в селе создан сельский Совет.
В 1924 году село входило в Уржумский сельсовет Тетюшской волости Ульяновского уезда Ульяновской губернии.
В 1928 году было создано машинное товарищество «Колки».
В 1930 году был организован колхоз «Знамя коммунизма».
В 1970 году была открыта новая школа.
В 2005 году — в Тагайском сельском поселении.

## Население
| Год  | Число дворов | Число жителей | Примечания                     |
| ---- | ------------ | ------------- | ------------------------------ |
| 1649 |              | 50            | пешие стрельцы                 |
| 1780 |              | 116           | ревизских душ, пахотных солдат |
| 1859 | 80           | 765           | Удельные крестьяне             |
| 1861 | 85           | 354           |                                |
| 1898 | 189          | 1142          |                                |
| 1900 | 181          | 1033          |                                |
| 1913 | 190          | 1270          | имеется мельница               |
| 1924 | 213          | 1181          | школа 1-й ступени              |
| 1928 | 229          | 1115          | школа 1-й ступени              |
| 2010 |              | 720           |                                |

## Известные уроженцы
- Дмитриева Ольга Николаевна — российская биатлонистка, бронзовый призёр чемпионата мира по летнему биатлону (2017), чемпионка России.

## Достопримечательности
- Памятник-обелиск воинам-землякам, погибшим в годы Великой Отечественной войны (1970-е гг.), (Распоряжение главы администрации Ульяновской области от 01.01.2001 г.)[9][10]
- Дом жилой зажиточного крестьянина Абрамова (кон. XIX в.) (Распоряжение главы администрации Ульяновской области от 01.01.2001 г.)[11]
- Фундамент утраченной Крестовоздвиженской церкви (православный храм) (Распоряжение главы администрации Ульяновской области от 01.01.2001)[11]

ПАМЯТНИКИ АРХЕОЛОГИИ:
- Симбирская оборонительная черта (засека) с остатками городков «Тагай», «Юшанское» (От границы Ульяновского района, через с. Уржумское к с. Тагай, (протяженность 7 км) (Распоряжение главы администрации Ульяновской области от 10.09.1997 г., Распоряжение главы администрации Ульяновской области от 01.01.2001 г.)[11]
- Селище «Уржумское-1» 1-я четв. II тыс.(200 м к югу от с. Уржумское, правый берег р. Сельдь) (Распоряжение главы администрации Ульяновской области от 01.01.2001 г.)[11]
- Курган «Уржумское-1» 2-я пол II тыс. до н. э. (1 км к югу-юго-зап. от с. Уржумское, правый берег р. Сельдь) (Распоряжение главы администрации Ульяновской области от 01.01.2001 г.)[11]
- Селище «Уржумское-2» 2-я пол II тыс. до н. э. (1 км к юго-вост. от с. Уржумское, 500 м к западу от пруда) (Распоряжение главы администрации Ульяновской области от 01.01.2001 г.)[11]

## Улицы
ул. Вишневая, ул. Колхозная, ул. Луговая, Луговой пер., ул. Набережная, ул. Новая, ул. Прибрежная, ул. Садовая, ул. Советская, ул. Спортивная, ул. Центральная, ул. Школьная и село Юшанское.